# عاطفه رجبی سهاله
عاطفه رجبی سهاله (۳۰ شهریور ۱۳۶۶ – ۲۵ مرداد ۱۳۸۳) دختر دانش آموز ۱۶ ساله‌ای بود که توسط دادگاه به جرم زنای محصنه و جریحه‌دار کردن عفت عمومی، متهم شده و توسط قاضی حاج رضایی (رئیس دادگستری نکا) به اعدام، محکوم شد. حکم اعدام او توسط دیوان عالی کشور (در دوره ریاست هاشمی شاهرودی) در عرض یک هفته تأیید شد. قاضی حاج رضایی، طناب دار را به گردن عاطفه انداخت و او را در میدان شهر نکا به دار آویخت.

## وضعیت خانوادگی
عاطفه رجبی سال ۱۳۶۶ در مشهد زاده شد. مادر عاطفه در یک تصادف کشته شد و پدرش معتاد بود. او همچنین، وظیفه نگهداری از پدربزرگ و مادربزرگ خود را نیز بر عهده داشت.

## دستگیری‌ها
عاطفه رجبی، برای اولین بار، در سال ۱۳۸۰ توسط بسیج دستگیر شد و به جرم روابط نامشروع، در ۱۳ سالگی، به صد ضربه شلاق و زندان محکوم شد.

## دادگاه
پس از آنکه برای پنجمین بار، توسط ستاد امر به معروف، دستگیر شد در دادگاه، به تجاوز مکرّر یکی از اعضای پیشین سپاه به نام علی دارابی به وی در زندان بهشهر اشاره کرد. قاضی، علی دارابی را به شلاق و عاطفه را به اتهام جریحه‌دار کردن عفت عمومی به اعدام محکوم کرد. بنابر قانون مجازات اسلامی ایران درصورتی‌که فردی، پس از چهار بار زنای غیرمحصنه مجدداً مرتکب این اقدام شود به اعدام محکوم خواهد شد.
عاطفه رجبی در اعتراض به اولین محکومیتش نوشته‌است: «مدارک پزشکی [موجود] است که ثابت می‌کند … ثبات روانی ندارم. آیا جنونی که بعضاً ادواری است و این‌جانبه را در بر می‌گیرد نمی‌تواند مانع تصمیم‌گیری عقلانی‌ام باشد؟! … علیهذا سابقه‌ام با توجه به ناقص بودن عقل و فکرم که از این‌جانبه سوءاستفاده شده، خراب است؛ فقط می‌توانم ادعایم را با شهادت گواهان محلی و تست پزشکی قانونی، ثابت کنم.»
قاضی با ارائه اسناد غیر واقعی به دیوان عالی کشور سن وی را ۲۲ سال اعلام کرد. بیانیه عفو بین‌الملل پیرامون اعدام کودکان در ایران اشاره‌ای به این مورد دارد و می‌نویسد: "اشتباه در سن عاطفه سهاله فقط پس از اعدام، موقعی که وسایل شخصی و وصیت‌نامه او را به خانواده‌اش تحویل دادند، برملا شد. شادی صدر، حقوق‌دان و مدافع حقوق بشر، شکایتی از سوی خانواده عاطفه سهاله علیه قاضی رضایی به خاطر اعدام نابجای او تقدیم کرد. سه سال پس از واقعه، در مورد این شکایت هیچ تصمیمی صورت نگرفت." تأکید همسایگان بر اختلالات روحی وی و عدم ثبت صورت‌جلسهٔ دادگاه بیش از پیش، اعدام وی را در هاله‌ای از ابهام فرو برد. این اعدام، جنجال برانگیزترین مورد اعدام کودکان در ایران بود. از جمله روزنامه‌های گاردین و ایندیپندنت با ارسال خبرنگاران خود اعدام وی را پوشش دادند.